# Моцарт и Сальери
«Мо́царт и Салье́ри» — вторая по авторскому счёту «маленькая трагедия» Александра Сергеевича Пушкина. Задумана и предварительно набросана в селе Михайловском в 1826 году. Написана в чрезвычайно плодотворный период, известный в пушкиноведении под названием Первой Болдинской осени — в 1830 году. Впервые опубликована в конце 1831 года в альманахе «Северные цветы на 1832 год». С небольшими изменениями пьеса в 1872 году была использована Н. А. Римским-Корсаковым в качестве либретто одноимённой оперы.
Основанная на одном из многочисленных слухов, порождённых ранней смертью В. А. Моцарта, «маленькая трагедия» Пушкина способствовала широкому распространению и укоренению в массовом сознании мифа о причастности к ней композитора Антонио Сальери, имя которого в России стало нарицательным.

## Зарождение и развитие замысла
Исследователи творчества А. С. Пушкина сходятся в том, что замысел маленькой трагедии «Моцарт и Сальери» относится к 1826 году, и в том же году в селе Михайловском был сделан по крайней мере первоначальный её набросок. Предполагается, что небольшие, внутренне замкнутые сцены Пушкин задумал ещё в процессе работы над «Борисом Годуновым», из которого он хотел выделить самостоятельные произведения, в частности, сцены «Димитрий и Марина» и «Курбский», — западноевропейские романтики в это время в поисках новых форм разрабатывали жанр «исторических сцен».
Вопрос о том, в какой мере Пушкин в 1826 году осуществил свой замысел, остаётся открытым, поскольку рукописи пьесы не сохранились, а М. П. Погодин 11 сентября 1826 года сделал в своём дневнике запись, со слов Д. В. Веневитинова, о том, что у Пушкина, кроме «Бориса Годунова», есть ещё «Самозванец, Моцарт и Сальери, Наталья Павловна» и так далее. Как предполагал Б. В. Томашевский, замысел «Моцарта и Сальери» в то время настолько определился, что друзья Пушкина считали пьесу уже написанной. Сохранился составленный поэтом перечень задуманных драматических произведений: «Скупой, Ромул и Рем, Моцарт и Сальери, Дон Жуан, Иисус, Беральд Савойский, Павел I, Влюбленный бес, Димитрий и Марина, Курбский», — специалисты относят его к 1827 году. Во всяком случае, Пушкин к этой пьесе вернулся Болдинской осенью 1830 года и в декабре, по возвращении в Москву, сообщал П. А. Плетнёву, что привёз с собой «несколько драматических сцен, или маленьких трагедий, имянно: Скупой Рыцарь, Моцарт и Сальери, Пир во время Чумы и Д. Жуан».
В одном из списков «маленьких трагедий», или, как чаще называл их сам автор, «драматических сцен», «опытов драматических изучений», пьеса «Моцарт и Сальери» помечена как перевод с немецкого — предполагалась, таким образом, литературная мистификация. М.П. Алексеев в комментариях к «пробному» седьмому тому Полного собрания сочинений Пушкина высказывал предположение, что не только «Моцарт и Сальер», но и другие «маленькие трагедии» Пушкин первоначально хотел опубликовать анонимно — опасаясь критических нападок Ф. В. Булгарина.
Среди рукописей Болдинского периода сохранилась обложка с написанным Пушкиным заглавием: «Зависть», — как предполагают исследователи, таков был один из вариантов названия трагедии, от которого Пушкин впоследствии отказался, вернувшись к первоначальному названию, упомянутому в дневнике Погодина.
«Истина страстей, правдоподобие чувствований в предполагаемых обстоятельствах» — так Пушкин в этот период формулировал для себя основные требования к драматургу. Как и все его драматические произведения, пьеса «Моцарт и Сальери» написана белым пятистопным («шекспировским») ямбом, но, по сравнению с «Борисом Годуновым», более разнообразным и непринуждённым, без обязательной цезуры на второй стопе. Если в «Борисе Годунове» Пушкин отдал известную дань У. Шекспиру, пожертвовав двумя из трёх классических единств, а также четвёртым, «необходимым условием французской трагедии» — единством слога, то в структуре маленьких трагедий специалисты отмечают большее влияние французского классицизма, прежде всего Ж. Расина, у которого Пушкин находил преимущество перед Шекспиром в строгости и стройности отделки. В «Моцарте и Сальери» соблюдены единства действия, времени и слога.
Написав пьесу, Пушкин не спешил её публиковать, хотя знакомил с ней, как и с другими маленькими трагедиями, некоторых друзей, — в июле 1831 года В. А. Жуковский писал Пушкину: «На Моцарта и Скупого сделаю некоторые замечания. Кажется и то и другое ещё можно усилить». В конце 1831 года пьеса была опубликована в альманахе «Северные цветы на 1832 год», где указана дата завершения работы над ней: «26 октября 1830 г.». В дальнейшем по этой публикации и перепечатывался текст «Моцарта и Сальери». В 1832 году пьеса была включена в часть III «Стихотворений Александра Пушкина».

### Предполагаемые источники замысла

#### Слухи о Сальери
О том, как складывался замысел «Моцарта и Сальери», достоверных сведений нет. В сохранившейся среди его бумаг записи, сделанной предположительно не раньше лета 1832 года, Пушкин ссылался на «некоторые немецкие журналы», что, однако, нельзя считать непреложным указанием на источник замысла. М. П. Алексеев считал, что Пушкин мог сослаться на немецкие журналы, не указывая их более точно, с тем чтобы дезориентировать своих оппонентов, критикующих легендарную основу сюжета, и подобно тому, как и всю пьесу он первоначально хотел выдать за перевод с немецкого, переложить ответственность за неё на немецкие источники.
В 1824 году, спустя 30 с лишним лет после смерти Моцарта, в Вене действительно распространился слух, будто знаменитый композитор, придворный капельмейстер Антонио Сальери, находившийся в то время в психиатрической лечебнице, сознался в его убийстве. Этот слух был подхвачен и некоторыми газетами, в частности «Берлинской всеобщей музыкальной газетой», а позже, с большой вероятностью именно оттуда, перепечатан и во французской «Journal des Débats». Поскольку немецким Пушкин владел недостаточно хорошо, в своё время ещё В. А. Францев предположил, что Пушкин о мифическом признании Сальери прочёл именно в «Journal des Débats»: с этим изданием поэт был хорошо знаком ещё в свой одесский период.
Однако публикация в прессе недостоверных слухов тогда же, в 1824 году, вызвала ряд опровержений, в том числе со стороны хорошо известного в то время в России композитора и музыкального критика Сигизмунда Нейкома. Его письмо, опубликованное в «Берлинской всеобщей музыкальной газете», а затем и в «Journal des Débats», начиналось словами: «Многие газеты повторяли, что Сальери на смертном одре признался в ужасном преступлении, — в том, что он был виновником преждевременной смерти Моцарта, но ни одна из этих газет не указала источник этого ужасного обвинения, которое сделало бы ненавистной память человека, в течение 58 лет пользовавшегося всеобщим уважением жителей Вены». Непосредственно по поводу взаимоотношений Сальери и Моцарта Нейком сообщал: «Не будучи связаны друг с другом тесной дружбой, Моцарт и Сальери питали друг к другу такое уважение, которое друг другу взаимно оказывают люди больших заслуг. Никогда никто не подозревал Сальери в чувстве зависти». 
Письмо Нейкома было опубликовано в «Journal des Débats» 15 апреля 1824 года, незадолго до отъезда Пушкина из Одессы; там же до него могли дойти сведения и из итальянских источников, где с опровержением слухов выступил известный поэт и либреттист Джузеппе Карпани. Таким образом, в тех же источниках, в которых Пушкин мог почерпнуть сплетню о признании Сальери, он мог прочесть и её опровержения. Эта сплетня, считал М. П. Алексеев, была не единственным и, скорее всего, не главным источником его вдохновения.

#### «Культ Моцарта»
В середине 20-х годов XIX века в России уже можно было говорить о настоящем «культе Моцарта» (хотя и далеко не всеобщем), и одним из самых ревностных служителей этого культа был хорошо знакомый Пушкину музыкальный критик А. Д. Улыбышев. В 1825 году, сравнивая Моцарта с очень популярным в то время Джоаккино Россини (поклонники оперы в России тогда делились на партии «моцартистов» и «россинистов», как называл их «Московский телеграф»), Улыбышев писал: «В мире нравственном два рода гениев: одни родятся для всех веков, для всех народов и постигают сущность искусства: другие потому только гении, что являются во время, сообразно с их собственным духом… Моцарт принадлежит к первому роду гениев, Россини ко второму… Сверх того таково различие между сими двумя родами гениев, что первых произведения вечны, вторых временны…». 
Как бы ни заблуждался Улыбышев относительно Россини, предрекая ему скорое забвение, Пушкин, который от мира музыкальных переживаний был достаточно далёк (и писал об «упоительном Россини» в «Евгении Онегине»), в статье авторитетного критика мог обратить внимание не только на противопоставление двух типов музыкального творчества, но и на его слова о Моцарте — «гении» для всех времён, постигшем самую «сущность искусства». Улыбышеву принадлежала и восторженная статья о «Реквиеме» Моцарта, опубликованная весной 1826 года: «История „Реквиема“ известна. Всё должно было быть необычайно в судьбах человека, самое имя которого выражает идею об абсолютном совершенстве в музыкальном творчестве». Среди добрых знакомых Пушкина был и другой страстный поклонник Моцарта — граф М. Ю. Виельгорский, который, по словам М. Д. Бутурлина, «почти что помешался на превосходстве Моцарта над всеми прочими композиторами».
Во второй половине 20-х годов на страницах русских журналов уже велась борьба за немецкую музыку против «итальянизма», отражавшая германофильские тенденции русских романтиков; собственно, и сам «культ Моцарта» — конкретное воплощение романтического культа гения — был изначально импортирован из Германии; даже присутствующее в пьесе сравнение Моцарта с Рафаэлем было в те годы в популярных музыкальных изданиях общим местом.

#### «Музыкальная жизнь художника Иосифа Берглингера»
В то время, когда Пушкин работал над своей «маленькой трагедией», уже существовала достаточно подробная биография Сальери, написанная Игнацем фон Мозелем и изданная в 1827 году, не говоря уже о многочисленных некрологах, опубликованных в разных странах в связи со смертью композитора в мае 1825 года; некоторые биографические сведения о нём попали тогда и в русскую печать. В январе 1826 года некролог был опубликован и в «Санкт-петербургской газете», издававшейся на французском языке под редакцией Улыбышева; Сальери в нём был назван «великим композитором». «Ни в одной биографии Сальери, — писал Михаил Алексеев, — если таковые даже и были бы Пушкину известны, он не мог найти ни одного из тех указаний, на которых строится в пьесе поэтический облик его героя». У этих указаний, считал литературовед, совсем иной источник — книга В. Ваккенродера и Л. Тика «Об искусстве и художниках. Размышления отшельника, любителя изящного, изданные Л. Тиком», из которой многие ранние немецкие романтики, включая и Э. Т. Гофмана, заимствовали готовые поэтические схемы.
Это сочинение было хорошо известно в России: в «Московском телеграфе», в № 9 за 1826 год был опубликован отрывок из её второй части — «Примечательная и музыкальная жизнь художника Иосифа Берглингера», а чуть позже, в том же 1826 году, в Москве был издан и полный её перевод. Во второй части обращает на себя внимание описание трудного пути героя к успеху:
От самых ранних лет музыка составляла главное удовольствие Иосифа... Мало по малу, повторяя часто своё наслажденье, он так образовал свои чувства, что все они были проникнуты звуками музыки... Преимущественно посещал он церкви и под высокими сводами храмов внимал духовным ораториям, песням и хорам, при громких звуках труб и литавр, и часто, движимый благоговением внутренним, смиренно падал на колени... Иногда действие звуков производило в сердце чудесное слияние грусти и радости. Иосиф готов был и плакать и смеяться... Он хотел принудить себя к изучению полезной науки. Но вечная борьба души не прекращалась. [...] Иосиф достиг своей цели неутомимым прилежанием и наконец увидел себя на высокой вершине неожиданного счастья.
В одном из писем Иосифа можно было прочесть:
Прежде нежели мог я изливать в звуках свои чувства, сколько мучений мне стоило произвесть что-нибудь согласное с обыкновенными правилами моего искусства: как несносен был этот механизм! Но так и быть: я имел довольно юношеской силы и надеялся на радостное будущее“.
Эта схема творческого пути музыканта, кажущаяся сейчас типичной и даже банальной, в России в 1826 году, писал Михаил Алексеев, была «совершенной новостью», и едва ли можно считать случайным сходство этого текста с первым монологом пушкинского Сальери:

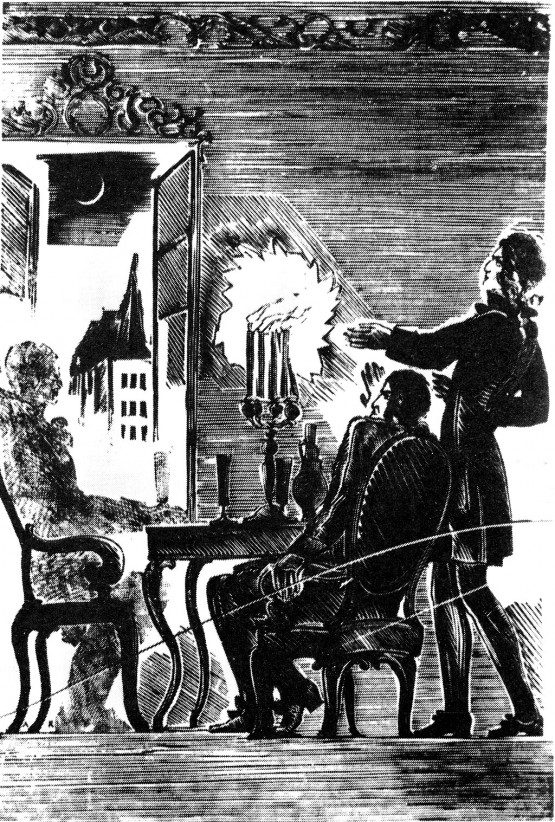
Иллюстрация А. И. Кравченко к «Моцарту и Сальери»

Ребёнком будучи, когда высоко
Звучал орган в старинной церкви нашей,
Я слушал и заслушивался — слёзы
Невольные и сладкие текли.
Отверг я рано праздные забавы;
Науки, чуждые музыке, были
Постылы мне; упрямо и надменно
От них отрёкся я и предался
Одной музыке. Труден первый шаг
И скучен первый путь. Преодолел
Я ранние невзгоды. Ремесло
Поставил я подножием искусству...
В первых главах книги Ваккенродера—Тика присутствуют и две главные проблемы пушкинской трагедии: зависть прославленного мастера к «божественной гениальности» художника-соперника и противостояние «гениальной» лёгкости и инстинктивности творчества и рационалистического процесса творческого усилия. В главе «Ученик и Рафаэль» юноша по имени Антонио пытается выведать у Рафаэля его секреты, но Рафаэль по поводу характера своей живописи отвечает: «…Мой дала мне природа; я нимало над ним не трудился; этому никакими усилиями научиться невозможно». В книге присутствует и рассказ о живописце Франческо Франча, причиной смерти которого, по Ваккенродеру, стала зависть к Рафаэлю. Прославленный художник верил, что в душе его присутствует «небесный гений» — пока не увидел Мадонну Рафаэля. «С какой высоты величия он упал внезапно!» — пишет В. Г. Ваккенродер и негодует по адресу критиков, утверждающих, будто Франческо Франчиа был отравлен.

#### «Драматические сцены» Барри Корнуола
Как считал Дмитрий Благой, в затянувшем процессе работы над «маленькими трагедиями» роль катализатора сыграли «Драматические сцены» Барри Корнуола, входившие в однотомное собрание сочинений четырёх английских поэтов, которое Пушкин читал в Болдине. Требования поэтики Корнуола, его стремление к «выражению естественных чувств» и готовность ради этой естественности пожертвовать «поэтическими описаниями», были близки Пушкину, — в последние годы Корнуол был одним из любимейших его писателей. Адвокат по профессии, он многие годы был комиссаром управления домами для умалишённых; посвящённые изображению человеческих страстей, его «Сцены» отличались, как указывал сам автор в предисловии к ним, «странностью вымысла»: Корнуола привлекали психологически исключительные фабулы и положения, явления человеческой психики, граничащие с патологией; издатели его сочинений отмечали, что Корнуол предпочитает изображать «болезненные чувства природы нашей и даже её необузданные заблуждения».
Свои «маленькие трагедии» Пушкин тоже первоначально намеревался назвать «драматическими сценами», под таким наименованием пьесы упоминались даже в его письме к Плетнёву в декабре 1830 года; исследователи отмечали очевидное сходство драматургической конструкции его пьес с сочинениями Корнуола. Драматизированные психологические этюды английского писателя, состоящие из нескольких сцен (от одной до четырёх), при самом ограниченном числе персонажей, сочетают напряженность внутреннего движения страстей с предельной скупостью в отношении внешней формы. «Это было, — писал Д. Благой, — как раз то, чего добивался Пушкин, к чему он шёл своей „Сценой из Фауста“». Д. Благой в своё время обнаружил известное сходство и в содержании: «Моцарт и Сальери» перекликается с «Лодовико Сфорца» Корнуола, фабула которого основана на двойном отравлении. Между двумя пьесами можно обнаружить и непосредственные текстуальные совпадения. Например, у Пушкина Сальери восклицает: «Постой, / Постой, постой!.. Ты выпил!.. Без меня?» — у Корнуола в сцене второго отравления: «Изабелла. А! Остановись, остановись — потише, / Подожди. Сфорца. Как, отчего? Изабелла. Ho — разве, разве ты будешь / Пить без меня?».
Д. Благой отмечает, что в «Моцарте и Сальери» очень большое место занимает монологическая форма речи, причём монолог Сальери, по мысли представляющий собой единое целое, в пьесе рассредоточен — разбит на три части. Этот продолжающийся на протяжении всей «маленькой трагедии» монолог литературовед, помимо определённой композиционной функции (три монолога Сальери, в начале, в середине и в конце, как бы обрамляют диалогические сцены) объясняет тем, что зависть Сальери у Пушкина предстаёт как уже сложившееся психическое состояние, давно и устойчиво владеющее его душой — на грани патологии.

#### Легенда о Микеланджело. Гений и злодейство
Во времена Пушкина широкое хождение имела сплетня о Микеланджело: будто бы он, желая достовернее изобразить страдания распятого Христа, не остановился перед тем, чтобы распять своего натурщика, — в пьесе об этой сплетне вспоминает Сальери в своём заключительном монологе. Микеланджело в этом анекдоте совершал преступление во имя искусства, такой же мотив приписывает себе и пушкинский Сальери.
Сплетня нашла своё отражение и в литературе; её пересказывал, например, маркиз де Сад в романе «Жюстина, или Несчастная судьба добродетели»: «…Он не посовестился распять одного молодого человека и воспроизвести его мучения». Не называя, в отличие от Сада, «великого живописца» по имени, А. Шамиссо ту же сплетню обработал в поэме «Распятие. Легенда о художнике» (нем. Das Kruzifix. Eine Künstler-Legende) .
Пушкин мог узнать о ней из «Писем русского путешественника» Н. М. Карамзина, который в письме XXIII (из Дрездена) сообщал, что в местной галерее, показывая картину Микеланджело — «Распятие Христа», — всегда рассказывают, будто он умертвил человека, служившего ему моделью, дабы естественнее представить умирающего Спасителя; Карамзин считал этот анекдот совершенно невероятным. А. Эфрос указывал, однако, и другой возможный источник — поэму А. Лемьера «Живопись» (фр. La Peinture), написанную ещё в 1769 году: «Чтобы изобразить на картине Бога, умирающего на скорбном кресте, // Микель-Анджело мог бы это сделать! Преступление и гений!..// Замолчи, гнусное чудовище, нелепая клевета!». Сам Лемьер сопроводил эти стихи комментарием: «Никогда момент энтузиазма не совпадет с преступлением; я даже не могу поверить в то, что преступление и гений могут быть совместимы».
На самом деле легенда старше не только Микеланджело, но и Христа — еще о Парразии ходили слухи, что он замучил до смерти раба, когда писал распятого Прометея.

## Действующие лица
- Сальери
- Моцарт
- Старик со скрипкой

## Сюжет

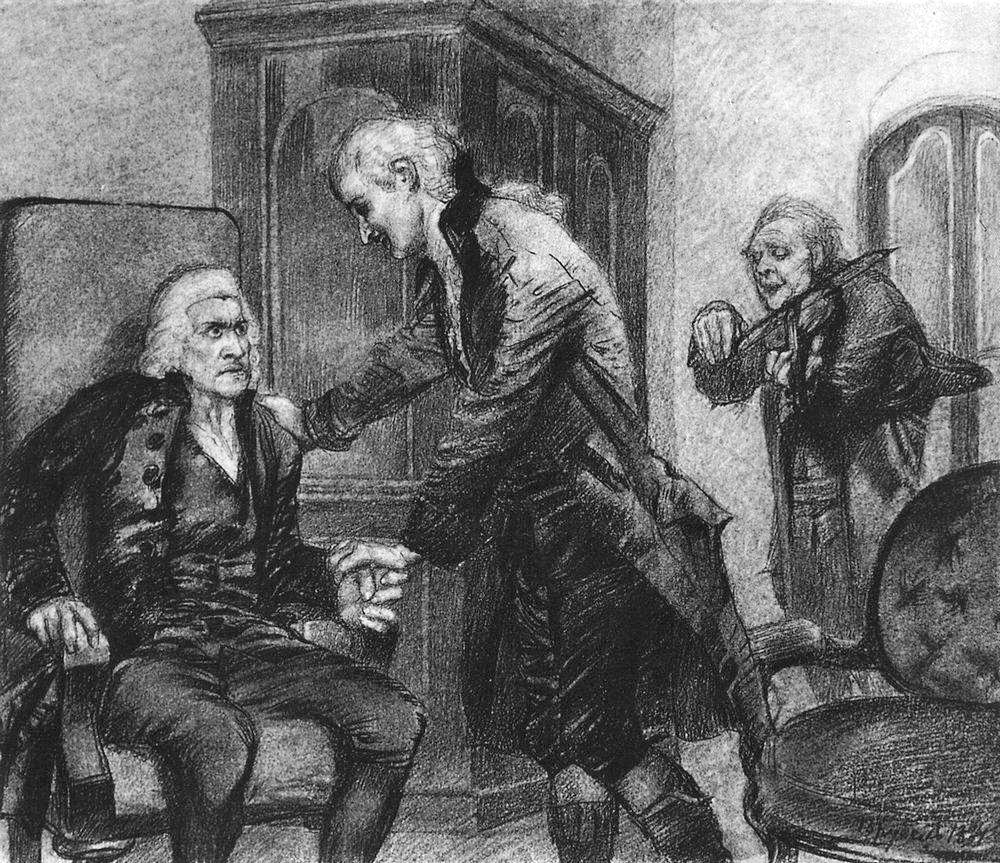
Иллюстрация Михаила Врубеля. 1884 год

Сцена первая открывается пространным монологом Сальери: рано отвергнув «праздные забавы» и науки, чуждые музыке, поверив «алгеброй гармонию» — умертвив звуки и разъяв музыку как труп, он напряжённым трудом и глубоким постижением ремесла в конце концов добился «степени высокой». Никогда прежде не знавший зависти, Сальери признаётся в том, что глубоко и мучительно завидует Моцарту, и видит высшую несправедливость в том, что «бессмертный гений» дан не ему — в награду за самоотверженный труд, а «гуляке праздному» Моцарту.
Появляется Моцарт вместе со слепым стариком — уличным скрипачом, забавно, на взгляд Моцарта, исполняющим популярные арии из его опер. Сальери, однако, ничего забавного в «интерпретациях» старика не находит: «Мне не смешно, когда маляр негодный Мне пачкает Мадонну Рафаэля».
Но Моцарт своего величия не сознаёт. Он играет на фортепиано свежее сочинение, небрежно охарактеризовав его как «две-три мысли», и от оценки потрясённого Сальери: «Ты, Моцарт, бог, и сам того не знаешь», — легкомысленно отшучивается: «божество моё проголодалось».
Моцарт уходит, а Сальери, оставшись один, убеждает себя в том, что призван «остановить» Моцарта; в противном случае гибель грозит не одному Сальери, но всем служителям музыки:

Что пользы в нём? Как некий херувим,
Он несколько занёс нам песен райских,
Чтоб, возмутив бескрылое желанье
В нас, чадах праха, после улететь!
Остановить Моцарта он намерен с помощью яда — последнего дара, «дара любви» некоей Изоры, который он носит с собой уже 18 лет.
Сцена вторая. В тот же день, некоторое время спустя, Сальери и Моцарт обедают в трактире Золотого Льва. Моцарта тревожит Реквием, который он сочиняет по заказу человека в чёрном, не назвавшего своего имени. Моцарту кажется, будто «чёрный человек» повсюду, как тень, ходит за ним и теперь сидит рядом с ними за столом. Сальери, пытаясь развлечь друга, вспоминает Бомарше, но Моцарта преследуют мрачные предчувствия: «Ах, правда ли, Сальери, Что Бомарше кого-то отравил?» — спрашивает он. Но тут же сам себя опровергает:

Он же гений,
Как ты да я. А гений и злодейство —
Две вещи несовместные. Не правда ль?
Сальери тем временем бросает в его стакан яд. Простодушный Моцарт пьёт за здоровье друга, «за искренний союз, Связующий Моца́рта и Сальери, Двух сыновей гармонии». Затем садится к фортепиано и играет фрагмент из своего Реквиема. Сальери слушает его со слезами на глазах.
Почувствовав недомогание, Моцарт прощается с другом и уходит — в надежде, что сон его исцелит. «Ты заснёшь надолго, Моцарт», — напутствует его, оставшись один, Сальери, теперь как будто потрясённый тем, что он, совершивший злодейство, — не гений.

## Толкования пьесы

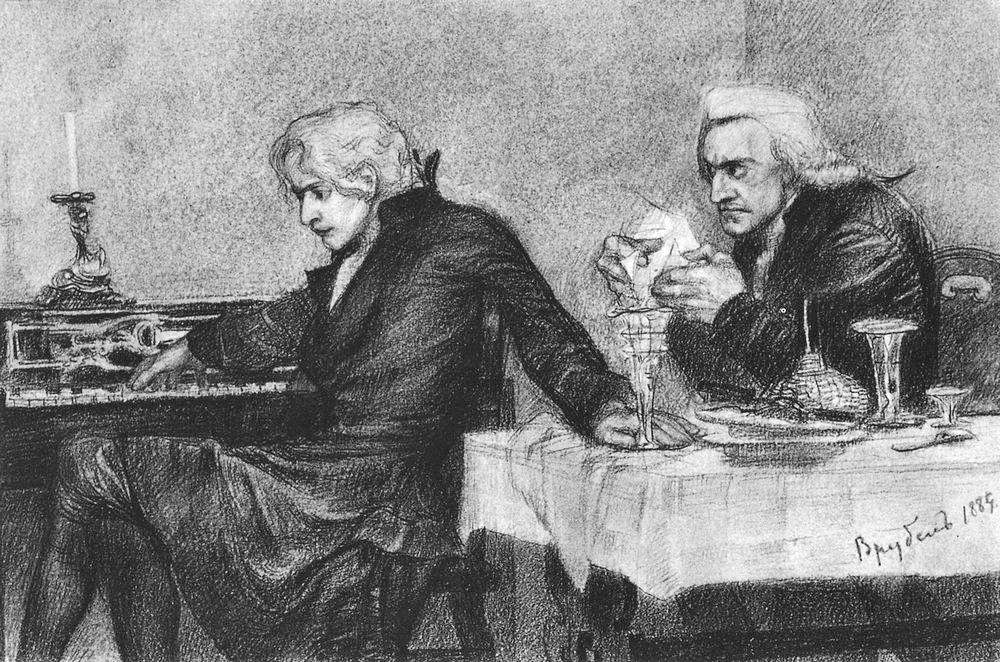
Иллюстрация М. А. Врубеля к маленькой трагедии А. С. Пушкина

С лёгкой руки Пушкина имя Антонио Сальери в России стало нарицательным для обозначения завистливой посредственности, способной на любое коварство, вплоть до убийства. Хотя пушкинист Ирина Сурат считает, что такого Сальери создали пушкинисты, а отнюдь не сам Пушкин. Прежде всего, Сальери в «маленькой трагедии» не является завистником по своей природе:

Я счастлив был: я наслаждался мирно
Своим трудом, успехом, славой; также
Трудами и успехами друзей,
Товарищей моих в искусстве дивном.
Нет! никогда я зависти не знал,
О, никогда!
Первый монолог Сальери давал повод некоторым актёрам — исполнителям этой роли утверждать, при поддержке театральных критиков и даже литературоведов-пушкинистов, что он отравил Моцарта не из зависти, а из ложно понятого чувства долга. «Идейным убийцей», который, как никто, любит гений Моцарта, считал пушкинского Сальери К. С. Станиславский. В таком толковании заявляло о себе чувство протеста: возможно, потому, что в процессе работы пьеса, как предполагают, некоторое время имела название «Зависть», её драматизм ещё со времён В. Г. Белинского видели именно в зависти таланта к гению. Эта концепция, пишет И. Сурат, «надолго возобладала в истории осмысления „Моцарта и Сальери“ как удобная, накатанная колея». «Талант» Белинского при этом незаметно превращался в «посредственность», а затем и в «бездарность», и всё в конечном счёте сводилось к примитивной схеме «гений и злодей», — появился, по Б. Штейнпрессу, третий Сальери, не исторический и не пушкинский. 
Поскольку пьеса Пушкина, с небольшими сокращениями, была использована Н. А. Римским-Корсаковым в качестве либретто одноимённой оперы, этот образ получил своё дальнейшее развитие и у некоторых музыковедов, и если, например, у Д. Благого Сальери — «аскет и фанатик», то у А. Гозенпуда, он уже «фанатик и изувер, идущий на преступление».
Между тем в пьесе Пушкина нет указаний на бездарность или посредственность Сальери. «Ведь он был гений, как ты да я», — говорит Моцарт. И Сальери, судя по заключительному его монологу, себя посредственностью не считал:

...Но ужель он прав,
И я не гений? Гений и злодейство
Две вещи несовместные. Неправда:
А Бонаротти?
Широко распространённое в литературе представление о пушкинском Сальери как о лишённом творческого воображения ремесленнике, сочиняющем по неким рассудочным правилам, оспаривал ещё Сергей Бонди: «Всякому, знакомому с музыкой, известно, что это и есть нормальный, обычный путь всякого композитора, сочиняющего не лёгкие примитивные песенки и танцы, а серьёзную музыку… Несколько лет будущие композиторы занимаются в консерваториях таким „ремеслом“». Пушкинский Сальери, пишет И. Сурат, не равняет себя с Моцартом, но сознаёт высшую природу своего дарования; ему ведомы и «восторг», и «вдохновенье», и Моцарт любит его музыку. «Принято говорить о сухом рационализме Сальери в противовес живой непосредственности Моцарта, но кто из них предался „неге творческой мечты“? Это из монолога Сальери, но так бы мог сказать о себе и Моцарт, и сам Пушкин — это словарь его лирики. […] Труд и вдохновение в равной мере знакомы двум героям — как были они в равной мере знакомы Пушкину…» Противопоставление труда вдохновению так же надуманно, как и пресловутое противопоставление «алгебры» — «гармонии». Иное дело, что вслед за А. Д. Улыбышевым Пушкин в своей трагедии мог противопоставить «два рода гениев», один из которых создаёт вечное, другой — преходящее.
Дмитрий Благой сравнивал пушкинского Сальери с бароном Филиппом из «Скупого рыцаря»: его возмущает то, как мало легкомысленный Моцарт ценит данное ему свыше, — самого же Пушкина, считал литературовед, пленяла именно эта черта Моцарта. Анна Ахматова, напротив, была убеждена в том, что Пушкин видел себя отнюдь не в Моцарте, как принято считать, а в Сальери. Доказательством ей служили черновики Пушкина, запечатлевшие танталовы муки творчества. По воспоминаниям Надежды Мандельштам, Ахматова протягивала нить от «Моцарта и Сальери» к «Египетским ночам» и считала, что Пушкин в этих сочинениях противопоставлял себя Адаму Мицкевичу: лёгкость, с какой сочинял Мицкевич, Пушкину была чужда.
Осип Мандельштам на это возражал: «В каждом поэте есть и Моцарт, и Сальери». И в пьесе Пушкина, считает Ирина Сурат, Моцарт и Сальери — две творческие, и, быть может, не только творческие, ипостаси самого автора.
И для Ахматовой, и для Мандельштама драматизм «маленькой трагедии» Пушкина заключался не в зависти среднего таланта к гению, а в столкновении двух путей творчества. Мандельштам при этом отдавал безусловное предпочтение пушкинскому Сальери; если по мнению Благого, Пушкин «решительно осуждает в лице Сальери, с его бесчеловечным эстетизмом, так называемое „искусство для искусства“», то Мандельштам видел в нём нечто прямо противоположное. Актуализируя этот образ на свой лад, он в начале 20-х годов писал: «На место романтика, идеалиста, аристократического мечтателя о чистом символе, об отвлеченной эстетике слова, на место символизма, футуризма и имажинизма пришла живая поэзия слова-предмета, и её творец не идеалист-мечтатель Моцарт, а суровый и строгий ремесленник мастер Сальери, протягивающий руку мастеру вещей и материальных ценностей, строителю и производителю вещественного мира».
Литературовед Вадим Вацуро первый обратил внимание на то, что Сальери в пьесе предлагает Моцарту «чашу дружбы». А у поэтов пушкинской эпохи «чаша дружбы» — это чаша, которую пьют по кругу; Сальери, следовательно, и сам намеревался выпить яд вместе с Моцартом. Вацуро таким образом объяснял восклицание Сальери, мимо которого полтора столетия проходили пушкинисты: «Постой, постой, постой!.. Ты выпил!.. без меня?». Его «До свиданья» в ответ на моцартовское «Прощай же!» в этом контексте приобретает вполне определённый смысл. «Эту реплику, — пишет И. Сурат, — толковали как коварную издёвку, а ведь на самом деле Сальери отвечает всерьёз, и в его словах звучит надежда на загробную встречу — характерный мотив пушкинской лирики той же Болдинской осени 1830 года».
Вообще же, художники, трактуя образ пушкинского Сальери, нередко отстранялись от совершённого им в пьесе злодеяния — или, наоборот, исторического Сальери, никакого злодеяния не свершившего, наделяли чертами героя маленькой трагедии. Сергей Эйзенштейн в 1940 году посвятил Сальери — именно герою Пушкина — сборник своих статей: «Бедный пушкинский Сальери, — писал режиссёр. — Музыку он разъял, как труп… И в этом было самое страшное». И всё потому, что не было ещё кинематографа — единственного искусства, позволяющего «не убивая его жизни, не умерщвляя его звучания, не обрекая его на застывшую неподвижность трупа… подслушать и изучать не только его алгебру и геометрию, но и интегралы и дифференциалы, без которых искусству уже не обойтись»: «…Нигде и никогда предвзятая алгебра мне не мешала. Всюду и всегда она вытекала из опыта готового произведения»..

## Герои Пушкина и историческая реальность
Критики Пушкина чаще обращали внимание на неисторичность его Сальери, хотя и Моцарт в его маленькой трагедии имеет мало общего с оригиналом. Правда, в отличие от Сальери, Моцарта Пушкин не сочинил, а воспользовался образом, уже вполне сложившимся к тому времени в романтической литературе, — романтики же выводили образ Моцарта даже не из его музыки, а из вполне определённого, однобокого её восприятия: светлый гений, безоблачный, безмятежный, не сознающий своего величия, безразличный к мирской суете, к успеху и положению, не знающий мук творчества музыкант сверхъестественной одаренности, «сочиняющий музыку так, как поют птицы», — словом, «вечно ясный и солнечно-юный».
Этот мифический образ оспаривал ещё Герман Аберт в начале XX века. Долгое время недоступная широкой публике, но в конце концов всё-таки опубликованная частная корреспонденция Моцарта, с содержащимися в ней уничижительными характеристиками коллег, постоянными жалобами на интриги и козни итальянских музыкантов, призванными оправдать неуспех у публики, с сомнительного сорта юмором, окончательно разрушила созданный романтиками образ. 
Таким же романтическим вымыслом было и безразличие Моцарта к положению и славе, — прижизненное положение вообще занимало композиторов того времени намного сильнее, чем маловероятная, при короткой памяти тогдашней публики, посмертная слава. И Моцарт не был исключением — на протяжении многих лет безуспешно искал должности при разных европейских дворах, а в 1790 году, пытаясь улучшить своё положение, писал эрцгерцогу Францу: «Жажда славы, любовь к деятельности и уверенность в своих познаниях заставляют меня осмелиться просить о месте второго капельмейстера…», — хотя это место было уже занято его австрийским коллегой Игнацем Умлауфом. И в самой музыке Моцарта, помимо светлых тонов, уже давно расслышали и скорбно-лирические, и мрачные трагические настроения. И. И. Соллертинский считал, что образ «гуляки праздного» был создан буржуазными филистерами с целью переложить на самого Моцарта ответственность за то, что он умер «буквально от истощения сил».
Ещё меньше похож на свой исторический прототип пушкинский Сальери. В своём первом монологе он предстаёт человеком, проделавшим очень долгий и трудный путь к признанию, добившимся своего положения самоотверженным трудом, отказом едва ли не от всех радостей жизни. К реальному Сальери, родившемуся в 1750 году (всего на 6 лет раньше Моцарта), успех пришёл уже в 1770-м, с постановкой первой же его не учебной оперы. К 25 годам он был уже автором 10 опер, которые с успехом шли во многих странах, в том числе и в России, — Моцарт в 25 лет мог похвастаться только «Идоменеем», да и тот пользовался ограниченным успехом.
Исторически достоверные данные в пьесе исчерпываются связью Сальери с П. О. Бомарше (сочинением «Тарара») и его близостью к К. В. Глюку. Но, поскольку «великий Глюк», с которым Сальери познакомился ещё в конце 1760-х годов, открыл не «новы тайны», а новые пути развития «серьёзной» оперы (оперы-сериа), Пушкин, заставив своего Сальери преклоняться перед Моцартом, пренебрёг важным обстоятельством, которым реальный Сальери пренебречь не мог. «Сальери… — писал Герман Аберт, — оказался вовлечённым в фарватер высокой музыкальной драмы. Естественно, что с этим было связано отмежевание от Моцарта и его искусства, что не могло не отразиться и на личных отношениях обоих мастеров». Их различное отношение к Глюку, считал Аберт, препятствовало какому бы то ни было духовному сближению. 
Джон Райс в своей книге «Антонио Сальери и венская опера», показывая на конкретных примерах, как Моцарт учился у Сальери, со своей стороны, замечает, что и Сальери было чему поучиться у Моцарта, «но он, похоже, не спешил это делать». «Ты, Моцарт, бог», — на самом деле два композитора шли разными путями, и для реального Сальери единственным богом на земле был Глюк, путеводной звездой его были не «райские песни» пушкинского Моцарта, а «высокая музыкальная драма», в которой Моцарт себя не проявил.
Наконец, как композитор Сальери не был склонен «поверять алгеброй гармонию». «Подобные эксперименты, — пишет Лариса Кириллина, — проводили другие музыканты, которых, однако, никто не упрекал впоследствии в „умерщвлении“ художественной материи». Для современников скорее музыка Моцарта была слишком «учёной»; с музыкальным стилем Сальери труп не сочетался никак: он был эмпириком, а не догматиком. Сопоставляя свидетельства современников о Сальери с пушкинским героем, Л. Кириллина приходит к заключению: «Просто не тот человек». Этот разительный диссонанс можно было бы объяснить тем, что Пушкин об Антонио Сальери, «в действительности добродушном и доброжелательном человеке», по Аберту, имел лишь самое приблизительное представление. Но более близкое знакомство с оригиналом ему могло бы только помешать: реальный Сальери в заданную мифологическую концепцию никак не вписывался.

## Дискуссия о клевете
Нравственное чувство, как и талант, даётся не всякому
Когда Пушкин в конце 1831 года опубликовал свою пьесу, Сальери ещё не был забытым композитором: его «Аксур» (италоязычная версия «Тарара») по-прежнему с успехом шёл в Германии, старшие современники поэта ещё помнили успех его опер в России, где они ставились неоднократно начиная с 1774 года. Наконец, отдельные номера из «Аксура» в Москве и Петербурге ещё и в пушкинскую эпоху нередко исполнялись в концертах. Ария «Моя Астазия — богиня!», как утверждала Т.Л. Щепкина-Куперник, пользовалась особенной популярностью: весь город её напевал, — возможно, именно эту арию и напевает пушкинский Моцарт во второй сцене. 
«Современники Пушкина, — писал в 1935 году М.П. Алексеев в комментариях к „пробному тому“, — должны были довольно живо почувствовать историческую неправдоподобность образа Сальери». Так, известный драматург и литературный критик П.А. Катенин, помимо сухости изложения, обнаружил в пьесе и более важный порок — клевету. «…Есть ли, — спрашивал Катенин, — верное доказательство, что Сальери из зависти отравил Моцарта? Коли есть, следовало выставить его на показ в коротком предисловии или примечании уголовною прозою, если же нет, позволительно ли так чернить перед потомством память художника, даже посредственного?». Катенин признавал исторически недостоверным образ Сальери в целом, но в первую очередь его возмутило необоснованное обвинение; на возражение П. В. Анненкова, что никто не думает о настоящем Сальери, герой Пушкина — это всего лишь «тип даровитой зависти» и что «искусство имеет другую мораль, чем общество», Катенин отвечал: «Стыдитесь! Ведь вы, полагаю, честный человек и клевету одобрять не можете».
В бумагах Пушкина сохранилась запись, сделанная, как установили исследователи, в 1832 году: «В первое представление „Дон Жуана“, в то время, когда весь театр, полный изумленных знатоков, безмолвно упивался гармонией Моцарта, раздался свист — все обратились с изумлением и негодованием, и знаменитый Салиери вышел из залы в бешенстве, снедаемый завистью. Салиери умер лет восемь тому назад. Некоторые немецкие журналы говорили, что на одре смерти признался он будто бы в ужасном преступлении — в отравлении великого Моцарта. Завистник, который мог освистать Дон-Жуана, мог отравить его творца». Источник этой информации Пушкин не указал, а сама запись, нигде автором не опубликованная, как полагают исследователи, — его реакция на обвинения в клевете. «Только этим обстоятельством, — говорилось в изданных П. В. Анненковым „Материалах для биографии А. С. Пушкина“, — можно объяснить резкий приговор Пушкина о Сальери, не выдерживающий ни малейшей критики. Вероятно, к спору, тогда возникшему, должно относиться и шуточное замечание Пушкина: „Зависть — сестра соревнования, стало быть, из хорошего роду“».
Между тем хорошо известно, что «Дон Жуана» Моцарт писал для Праги, где и состоялась премьера. Опера имела успех, но Сальери на пражских представлениях не присутствовал, он находился в это время в Вене. Как считает Марио Корти, слова «безмолвно упивалась гармонией» даже для Праги являются романтическим преувеличением: публика XVIII века в театре вела себя достаточно свободно, зрители во время представлений могли и пить, и ужинать, и даже играть в карты; в ложах порою устраивали любовные свидания, лишь время от времени интересуясь происходящим на сцене. А в Вене опера Моцарта встретила весьма прохладный приём, она не понравилась даже Бетховену. Что же касается Сальери, то он имел репутацию величайшего музыкального дипломата — именно потому, что предпочитал никак не высказываться о сочинениях своих современников, за исключением Глюка; а его высокое положение тем более предполагало определенный кодекс публичного поведения. 
По свидетельству одного из его учеников, А. Хюттенбреннера, Сальери никогда не отзывался об опере Моцарта с энтузиазмом, однако Л. Кириллина находит этому объяснение в большом количестве перекличек между «Дон Жуаном» и написанной тремя годами раньше оперой Сальери «Данаиды», одним из самых успешных его сочинений.
Этическая сторона вопроса беспокоила не только Катенина; например, Г. Г. Гагарин писал матери в 1834 году: «Я спросил Пушкина, почему он позволил себе заставить Сальери отравить Моцарта; он мне ответил, что Сальери освистал Моцарта, и что касается его, то он не видит никакой разницы между „освистать“ и „отравить“, но, что, впрочем, он опирался на авторитет одной немецкой газеты того времени, в которой Моцарта заставляют умереть от яда Сальери».
Отношение к этой сплетне образованной части российского общества вполне выразил А.Д. Улыбышев в изданной им в 1843 году «Новой биографии Моцарта»: «Если уж так нужно верить слухам, которые ещё находят отголоски, то один из них отметился жутким действием — Сальери отравил Моцарта. К счастью для памяти итальянца, эта сказка лишена как оснований, так и правдоподобности, она так же абсурдна, как и ужасна». Спорили не о том, мог ли Сальери в самом деле отравить Моцарта, а о том, имел ли право Пушкин давать своему вымышленному герою имя реального исторического лица и обвинять таким образом реального Сальери в тягчайшем преступлении. Защитников у Пушкина нашлось немало. «Для выражения своей идеи, — писал много лет спустя В.Г. Белинский, — Пушкин удачно выбрал эти два типа. Из Сальери, как мало известного лица, он мог сделать, что ему угодно…»
С Анненковым в 1853 году солидаризировался И.С. Тургенев: «В вопросе о Моцарте и Салиери я совершенно на Вашей стороне — но это, может быть, оттого происходит, что нравственное чувство во мне слабо развито». Сам Анненков, в тех же «Материалах для биографии А. С. Пушкина», изданных в 1855 году, защищал автора маленькой трагедии намного осторожнее, чем Белинский: «Не входя… в разбор вопроса о степени предположений, дозволенных автору при выводе исторического лица, скажем, что если со стороны Пушкина было какое-либо преступление перед Сальери, то преступления такого рода совершаются беспрестанно и самыми великими драматическими писателями». При этом Анненков приводил пример, далеко не равноценный обвинению невиновного человека в убийстве: «Так, Елизавету Английскую сделали они типом женской ревности и преимущественно одной этой страстью объясняли погибель Марии Стюарт, едва упоминая о всех других поводах к тому».
С Катениным же много лет спустя, в 1916 году, непосредственно в связи с оперой Н. А. Римского-Корсакова, согласился музыкальный критик «Нового времени» М. М. Иванов: «Катенин был совершенно прав, и можно только удивляться, что Пушкин остался при своём мнении и не поцеремонился с чужим — безукоризненно честным именем, как Сальери, чтобы блистательно по-своему разыграть психологические вариации на тему о зависти».

## Утверждение мифа
Обременять вымышленными ужасами исторические характеры и не мудрено, и не великодушно. Клевета и в поэмах всегда казалась мне непохвальною.
Слух о том, что Сальери отравил Моцарта и якобы признался в этом на смертном одре, был всего лишь одним из многочисленных слухов, порождённых ранней смертью Моцарта. Не первым — непосредственно после смерти Моцарта молва называла его убийцами масонов и ревнивого мужа одной из его учениц, — и не последним: подозрение в убийстве пало даже на жену Моцарта и его ученика Ф. К. Зюсмайра. Слух, вдохновивший Пушкина, изначально не был подтверждён ничем, кроме ссылки на авторитет самого Сальери, будто бы признавшегося в убийстве, — хотя ни один человек этого признания не слышал.
В России этот слух во времена Пушкина распространён не был; в Германии — коль скоро сам Пушкин ссылался на «некоторые немецкие журналы», — во всяком случае, не превратился в «легенду». Правда, ещё в 1825 году немецкий беллетрист Густав Николаи сделал слух об отравлении сюжетом своей новеллы «Враг музыки» (Der Musikfeind); в отличие от Пушкина, он назвал своего героя не Сальери, а Долорозо, но прототип, за которым Николаи признал значительное число замечательных произведений, оказался вполне узнаваемым. Популярной, однако, его новелла не стала; Г. Аберт называет её «довольной жалкой». 
В Германии, как и в Австрии, сколько-нибудь серьёзные исследователи если и обвиняли в чём-то Сальери, так только в интригах против Моцарта. Об этом свидетельствует, например, большая статья о Сальери в энциклопедии «Всеобщая немецкая биография» (Allgemeine Deutsche Biographie), написанная австрийским музыковедом Максом Дицем в 1890 году: «На Сальери долгое время висело тяжёлое обвинение, безобразное подозрение, будто он всевозможными интригами мешал продвижению Моцарта как оперного композитора, был, так сказать, демоном, преждевременно сведшим в могилу этого немецкого гения». Диц защищал Сальери от «необоснованных» обвинений в интриганстве, опровергать же «нелепое утверждение», будто он из зависти отравил Моцарта, счёл излишним. 
Отто Ян, чья биография Моцарта до Аберта считалась лучшей, для сплетни о причастности Сальери к его смерти нашёл место только в сноске. Сам же Аберт в начале XX века писал: «Биографы Моцарта много грешили против этого итальянца, под влиянием чувства ложного национального патриотизма выставляя его как злобного интригана и ни на что не способного музыканта». «Совершенно необоснованное подозрение против Сальери как виновника отравления» Аберт в своей книге «Моцарт» только упомянул. Столетие со дня смерти композитора в 1925 году в Вене было отмечено торжественным концертом.
Иначе обстояло дело в России. Если новеллы Николаи сто лет спустя не оказалось даже в Берлинской государственной библиотеке, то маленькую трагедию Пушкина ожидала совершенно иная судьба. «Никто не думает о настоящем Сальери», — возражал Анненков Катенину; однако люди, не имевшие представления о композиторе и педагоге Антонио Сальери, думали именно о нём, и потому вновь и вновь приходилось объяснять, что настоящий Сальери не травил Моцарта ядом. В «пробном» томе ПСС Пушкина в 1935 году сплетня об отравлении упоминалась как «отброшенная исторической критикой», но в желающих подобрать отброшенное наукой никогда недостатка не было. Музыковед и композитор Игорь Бэлза свою изданную в 1953 году книгу «Моцарт и Сальери, трагедия Пушкина, драматические сцены Римского-Корсакова» писал на фоне печально знаменитого «дела врачей», и пушкинский сюжет под его пером приобрёл новый и неожиданный смысл:
...Великий зальцбургский мастер был не только гениальнейшим композитором, а и художником нового, демократического типа, рождённым эпохой великих социальных сдвигов, творившим для народа, жившим одной жизнью с народом и получившим такое всенародное признание, которого до него не заслужил ещё ни один композитор. Вот почему Сальери, презиравший народ... испытывал смертельную ненависть к Моцарту... Сальери действительно видел в Моцарте своего идейного врага... Моцарт вырвался на улицы и площади, стал мастером-трибуном. Вот кого возненавидел Сальери, вот кого он решил отравить.
Бэлза при этом проводил параллель между Пушкиным, погибшим «от пули иноземного выродка», и Моцартом, отравленным «пригретым при дворе Габсбургов чужеземцем».
Бэлзе возражал известный музыковед Борис Штейнпресс, написавший начиная с 1954 года целый ряд статей в защиту Антонио Сальери, в одной из которых он утверждал: «Наука доказала необоснованность подозрения, отделила факты от небылиц и воздала должное достоинствам видного композитора, дирижёра, педагога, руководителя музыкально-театральной жизни и артистическо-филантропической деятельности австрийской столицы». 
Но оптимизм автора оказался преждевременным — на защиту Пушкина встали пушкинисты. «Вопрос не в том, — писал, например, Сергей Бонди, — так ли точно всё было в действительности, как показывает Пушкин в своей трагедии… В данном случае важно то, что Пушкин был вполне убеждён в виновности Сальери и, как показал своих работах И. Ф. Бэлза, имел для этого достаточные основания». Если Михаил Алексеев в «пробном томе» называл версию об отравлении отброшенной исторической критикой и подробно останавливался на несходстве пушкинского Сальери с его историческим прототипом, то в дальнейших академических изданиях, в том числе и в 1978 году, Борис Томашевский весь вопрос исчерпывал заявлением: «Пьеса построена на упорных слухах о том, что Моцарт (ум. 1791) был отравлен композитором Антонио Сальери. Сальери умер в мае 1825 г. и перед смертью в исповеди признавался в отравлении Моцарта. Об этом появилась статья в лейпцигской немецкой „Всеобщей музыкальной газете“». Пушкинист И. Сурат в статье, впервые опубликованной в 2007 году, без тени сомнения писала: «Исторический Сальери в 1824 году перерезал себе горло, признавшись в убийстве Моцарта».
То обстоятельство, что музыковедам всё ещё приходится в муках отстаивать научную точку зрения против мифологии, распространяемой литераторами, автор статьи о Моцарте в энциклопедии «Новая немецкая биография» (Neue deutsche Biographie) относит к «непонятным феноменам современной музыкальной историографии». Российские исследователи, в свою очередь,  задаются вопросом: почему же миф о Сальери оказался столь живучим? «Магия таланта Пушкина», считает Сергей Нечаев, придала внешнюю убедительность едва ли не самой нелепой из сплетен. 
Музыковед Лариса Кириллина даёт на этот вопрос свой ответ: именно потому, что это действительно миф — анонимное сказание, призванное в символической, а порою и фантастической форме запечатлеть некоторые объективные явления; при этом как для сотворения, так и для бытования мифа знание сути вещей не требуется. «Культура как духовный феномен не может существовать и развиваться без мифов. Когда старые мифы умирают или перестают восприниматься непосредственно, на их место приходят новые, подчас аналогичные им по структуре и функциям в общественном сознании». 
Ирина Сурат видит в маленькой трагедии Пушкина отражение и ветхозаветного предания о Каине и Авеле, и — если принять версию В. Вацуро о том, что Сальери намеревался умереть вместе с Моцартом, — новозаветной истории о Христе и Иуде, покончившем с собой после совершённого предательства. Л. Кириллина видит в романтическом — в том числе и пушкинском — Моцарте реинкарнацию образа Орфея; здесь присутствовало всё: и «чудеса» малолетнего вундеркинда, и дарование «аполлонического» типа, с одной стороны, но и приобщение к мистериям (масонство Моцарта) — с другой, недоставало только мученической смерти. «Глумление над телом», каковым представлялось романтикам погребение гения в общей бедняцкой могиле, перекликается с растерзанием Орфея вакханками. Несколькими мастерскими штрихами, пишет Борис Кушнер, Пушкин создал притчу, и из этой притчи, не имеющей никакого отношения к реальности, уже невозможно удалить имена реальных людей.

## Сценическая судьба
В своё время Сергей Бонди «непонимание подлинного содержания» этой маленькой трагедии объяснял нежеланием видеть в «Моцарте и Сальери» пьесу, написанную не для чтения, а для представления на сцене: и художественное, и смысловое, идейное, сюжетное содержание сочинения, предназначенного для театра, заключено не только в словах, но и в выразительных действиях персонажей, жестах, мимике, в их речи, внешнем виде, включая костюмы, наконец, в декорациях и звуковом оформлении спектакля, — Пушкин, создавая свои пьесы, всегда имел в виду их исполнение на сцене. Ирина Сурат, напротив, обращает внимание на то, что Пушкин свои маленькие трагедии публиковал среди лирических стихотворений; пьеса «Моцарт и Сальери» в части III «Стихотворений Александра Пушкина» была помещена сразу за стихотворением «Труд». При этом литературовед отмечает, что своему Сальери Пушкин предоставил возможность раскрыться в нескольких пространных монологах, в то время как у Моцарта таких монологов нет, он выражает себя главным образом в музыке — которую при чтении пьесы услышать невозможно.
Само «нежелание» оценивать и эту, и другие маленькие трагедии как сочинения для театра было связано, не в последнюю очередь, с их непростой сценической судьбой. «Моцарт и Сальери» — единственная пьеса Пушкина, поставленная при его жизни. 27 января 1832 года, с согласия автора, его маленькая трагедия была представлена в Петербурге в бенефис Якова Брянского, сыгравшего в этой постановке Сальери. Спектакль был повторён 1 февраля того же года; известно, что Пушкин в это время находился в Петербурге, но сведений о том, присутствовал ли он на спектаклях, нет. Успеха пьеса, по-видимому, не имела — анонимный рецензент писал, что сцены «Моцарт и Сальери» созданы для немногих. Сыгранная дважды, пьеса больше при жизни автора не ставилась.
И в дальнейшем она ставилась нечасто, обычно вместе с другими маленькими трагедиями Пушкина. Известно, например, что в 1854 году на сцене Малого театра Сальери играл Михаил Щепкин. В 1915 году К. С. Станиславский поставил «Моцарта и Сальери» (вместе с «Пиром во время чумы») в Художественном театре и сам выступил в роли Сальери; но считал эту работу своей актёрской неудачей. Вместе со «Скупым рыцарем» и «Каменным гостем» пьеса вошла в спектакль «Маленькие трагедии», поставленный Евгением Симоновым в Театре им. Е. Вахтангова в 1959 году (Моцарта играл Юрий Любимов), и в «Маленькие трагедии» Ленинградского театра драмы им. А. С. Пушкина — спектакль, поставленный в 1962 году Леонидом Вивьеном, с Николаем Симоновым в роли Сальери. В 1971 году Леонид Пчёлкин и Антонин Даусон создали телевизионную версию спектакля, в которой Владимира Честнокова в роли Моцарта заменил Иннокентий Смоктуновский.
В 1897 году Н. А. Римский-Корсаков на основе маленькой трагедии Пушкина создал оперу «Моцарт и Сальери». В 1961 году вышел одноимённый фильм на основе этой оперы; режиссёр — Владимир Гориккер.
В 1914 году пьеса была впервые экранизирована, достаточно вольно (среди персонажей появилась Изора), Виктором Туржанским под названием «Симфония любви и смерти»; фильм не сохранился. В 1979 году она стала составной частью трёхсерийного фильма Михаила Швейцера «Маленькие трагедии» (на этот раз Смоктуновский выступал в роли Сальери). В 1986 году режиссёром Вадимом Курчевским был снят мультфильм по пьесе А. С. Пушкина «Легенда о Сальери»; роли озвучивали: Михаил Козаков — Сальери и Олег Меньшиков — Моцарт.

## Комментарии
1. ↑  Об этом томе на сайте Пушкинского Дома можно прочесть: «Практическая работа по подготовке нового академического Полного собрания сочинений Пушкина была возобновлена после 1933 г., когда в Ленинграде прошла представительная конференция, обсудившая текстологические и организационные вопросы, связанные с изданием. В 1935 г. был издан седьмой, „пробный том“ нового издания, „Драматические произведения“, под редакцией Д.П. Якубовича (контрольный рецензент С.М. Бонди). 

Публикация вариантов впервые была осуществлена на основании разработанной Н.В. Измайловым, Б.В. Томашевским и С. М. Бонди новой системы анализа и печатного воспроизведения рукописей Пушкина… Том „Драматические произведения“ вызвал в июле 1935 г. негативную реакцию так называемых „директивных органов“ именно за свои несомненные научные достоинства: полноту и обстоятельность комментариев. Было принято беспрецедентное решение — печатать тома академического Полного собрания сочинений без комментариев (только с краткими справками об источниках текста)»[10].
2. ↑  Пушкинист И. Сурат утверждает, что Пушкин о самой сплетне узнал из опровержения[25].
3. ↑  В отличие от многих других служителей и создателей этого культа, Улыбышев всякое предположение о причастности Сальери к смерти Моцарта считал «абсурдным».
4. ↑  С. Бонди оспаривал этот «распространенный в науке взгляд» (c Благим солидаризировался, в частности, Б. Якубович в комментариях к «пробному» тому[39]), ссылась на то, что пьеса задумана была ещё в 1826 году; однако не объяснял, почему написана она была только осенью 1830 года (см.: Бонди С. О Пушкине. — М: 1978. — С. 224).
5. ↑  Pour peindre un Dieu, mourant sur le funeste bois, // Michel Ange aurait pu! Le crime et le génie! // Tais-toi, monstre exécrable, absurde calomnie. Цит. по: Алексеев. Указ. соч., с. 543
6. ↑  Сам А. А. Гозенпуд при этом вовсе не считал, что Сальери отравил Моцарта; в своём «Оперном словаре» он называл эту легенду «лишённой достоверности»: «Исторический Сальери непохож на пушкинского...»[66].
7. ↑  Так, на премьере «Дон Жуана» в Праге Джакомо Казанова держал банк в партере[107].
8. ↑  В. А. Францев пересказывал содержание этой новеллы следующим образом: Долорозо «первоначально видевший в музыке высочайшую цель и задание своей жизни, написавший значительное число замечательных произведений, с выступлением Моцарта в Вене резко изменяется: он опасается за свою славу и начинает глубоко ненавидеть немецкого композитора, как величайшего своего врага. Честолюбие лишило его спокойствия и было источником его антипатии к Моцарту несмотря на то, что молодой художник относился к нему с большим уважением»[126].
9. ↑  Когда соотечественники Сальери, не видя иного способа положить конец сплетням, распространяемым в беллетристике, не в последнюю очередь в пьесе Пушкина, сами возбудили против него процесс по обвинению в убийстве Моцарта, в качестве защитника Сальери на этом процессе выступил крупнейший современный моцартовед Рудольф Ангермюллер[130][131]. В конце концов Ангермюллер сам написал роман о смерти Моцарта[132].
10. ↑  Некоторые из этих статей позже вошли в сборник: Штейнпресс Б. С. Очерки и этюды. В очерке «Последние страницы биографии Моцарта» Штейнпресс обращал внимание на то, что ни одна из многочисленных работ медицинского характера, посвящённых болезни и смерти Моцарта, не переведена на русский язык и даже вкратце не пересказана[140].
11. ↑  Правда, точка зрения Б.В. Томашевского на этот счёт с годами менялась. В примечаниях к 1-му изданию 10-томника он писал о Сальери: «Рассказы о том, что он признался перед смертью в отравлении Моцарта, не подтверждаются исследователями». Во 2-м издании — «Сальери в самом деле признался перед смертью, но насколько его признание соответствует действительности, до сих пор является предметом спора»[143].